# Коми (Од)
Коми (фр. Comus) насеље је и општина у јужној Француској у региону Лангдок-Русијон, у департману Од која припада префектури Лиму.
По подацима из 2011. године у општини је живело 30 становника, а густина насељености је износила 2,13 становника/km². Општина се простире на површини од 14,07 km². Налази се на средњој надморској висини од 1150 метара (максималној 1623 m, а минималној 612 m).

## Демографија
| 1962. | 1968. | 1975. | 1982. | 1990. | 1999. | 2011. |
| ----- | ----- | ----- | ----- | ----- | ----- | ----- |
| 97    | 127   | 96    | 67    | 46    | 39    | 30    |

График промене броја становника у току последњих година